# Rushen (paroisse administrative)
Pour les articles homonymes, voir Rushen.
Rushen est une paroisse administrative du sheading de Rushen et a selon le recensement de l'année 2001, 1 504 résidents. C'est un district agricole et de pêche à la pointe sud de l'île.
Les villages de Port Erin et Port Saint Mary sont, avec la paroisse administrative de Rushen, aussi dans la paroisse insulaire de Rushen (les deux autres paroisses insulaires du sheading sont Arbory et Malew).
La circonscription de Rushen, qui couvre l’essentiel du sheading du Rushen (sans la paroisse de Malew ni la ville de Castletown), élit 3 MHK.